# St Hilary’s Chapel

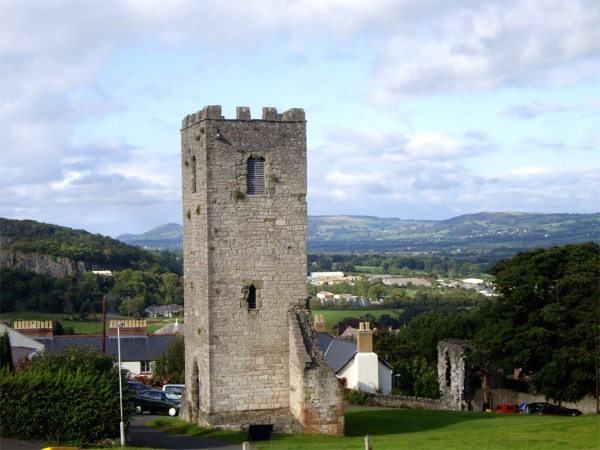
Der Turm von St Hilary’s Chapel; rechts im Hintergrund ist Leicester’s Church zu sehen

St Hilary’s Chapel, auch als St Hilary’s Church bezeichnet, ist eine ehemalige Kapelle in der walisischen Stadt Denbigh. Nach dem Abriss des Langhauses 1923 sind heute nur noch der 14 Meter hohe Kirchturm und ein Teil der Westwand vorhanden, die beide unter Denkmalschutz stehen.
Die Kapelle lag in unmittelbarer Nähe zu Denbigh Castle und Leicester’s Church, zwei weiteren Baudenkmälern im historischen Stadtkern von Denbigh. Sie wurde um 1300 errichtet – kurz nach der Fertigstellung von Denbigh Castle – und gehörte somit zu den ältesten erhaltenen Gebäuden Denbighs. 1334 wird sie als „chapel within the walls“ (deutsch: „Kapelle innerhalb der Mauern“) erwähnt; diese Bezeichnung bezieht sich auf ihren Standort innerhalb der Stadtmauern sowie auf ihren damaligen Status als Filiale der zwei Kilometer östlich (außerhalb der Mauern) gelegenen Pfarrkirche St Marcellus.
St Hilary’s Chapel bestand aus einem doppelschiffigen, fünfjochigen Langhaus und einem schmaleren Chor mit Krypta. Der dreistöckige, quadratische Turm hat eine Grundfläche von 24 Quadratmetern. Im ersten Stock ist auf der Nord- und Südseite jeweils ein kleineres Fenster eingelassen, während im obersten Stockwerk auf allen vier Seiten Fensteröffnungen vorhanden sind. Sowohl die mit Wasserspeiern versehene Brüstung als auch der oberste Teil des Mauerwerks wurden im 15. Jahrhundert ergänzt. Das ursprüngliche nördliche Seitenschiff wurde zwischen 1707 und 1711 mit Material aus der Ruine von Leicester’s Church vollständig neu aufgebaut. Zur selben Zeit wurden auch einige der Fenster vergrößert und im Perpendicular Style umgestaltet.
Mit der Eröffnung der näher am Stadtzentrum gelegenen Kirche St Mary im Jahr 1874 wurde die Kapelle aufgegeben und nicht mehr instand gehalten. 1923, fast 50 Jahre später, wurde das Gebäude bis auf den Turm und einen Teil der westlichen Wand abgetragen. Obwohl sämtliche Spuren der Mauern und der Krypta beseitigt wurden, ist der Umriss der Kapelle noch heute auf der ebenen Rasenfläche sichtbar.
1950 wurde der Turm von St Hilary’s Chapel in die britische Denkmalliste aufgenommen und als „Bauwerk von außerordentlicher Bedeutung“ (Grade I) eingestuft. Er wird heute von der Denkmalschutzbehörde Cadw verwaltet.